# 南砺市立上平小学校
南砺市立上平小学校（なんとしりつ かみたいらしょうがっこう）は富山県南砺市にある公立小学校。

## 沿革
- 2014年 - 南砺市立平小学校と（旧）南砺市立上平小学校が統合され、新しく「南砺市立上平小学校」として開校（同年4月8日に開校式を挙行）。高原兄が校歌を作詞作曲した[2]。
- 2026年4月 - 南砺市立平中学校と統合し、五箇山学舎が開校予定[3]。

## 通学区域
- 合併前の平村及び上平村の区域[4]
- 岐阜県大野郡白川村の小白川地区の児童の就学を委託されている[5]。

## 進学先
- 南砺市立平中学校